# FIBA Europe Cup 2016-2017
La FIBA Europe Cup 2016-2017 è la seconda edizione del secondo torneo europeo di pallacanestro per club organizzato dalla FIBA Europe. Il trofeo è stato vinto dai francesi del Nanterre 92, che hanno superato nelle due gare di finale i connazionali dello Chalon.

## Format competizione
Nella regular season 1 parteciperanno 38 squadre, 26 qualificate direttamente e le altre 12 provenienti dai turni preliminari della Basketball Champions League 2016-2017. Queste squadre vengono divise in 10 gruppi, sette gruppi composti da quattro squadre e tre gruppi di tre squadre. Le prime due squadre qualificate di ogni gruppo e le quattro squadre migliori terze classificate (due squadre di ogni Conference) saranno qualificate al secondo turno. Queste squadre saranno divise in sei gruppi composti da quattro squadre. Le prime squadre qualificate di ogni gruppo e le migliori due seconde di tutti i gruppi si qualificheranno ai play-offs con le otto squadre retrocesse dalla regular season della Basketball Champions League 2016-2017.

## Squadre partecipanti
Le squadre partecipanti alla Regular season sono 37, dato che l'Igokea si è ritirata dalla competizione dopo essere stato eliminata ai turni preliminari della Basketball Champions League 2016-2017.
| Qualificate alla regular season | Qualificate alla regular season | Qualificate alla regular season              | Qualificate alla regular season              | Qualificate alla regular season              | Qualificate alla regular season              | Qualificate alla regular season              |
| Paese                           | Squadre                         | Squadre (posizione nel campionato nazionale) | Squadre (posizione nel campionato nazionale) | Squadre (posizione nel campionato nazionale) | Squadre (posizione nel campionato nazionale) | Squadre (posizione nel campionato nazionale) |
| ------------------------------- | ------------------------------- | -------------------------------------------- | -------------------------------------------- | -------------------------------------------- | -------------------------------------------- | -------------------------------------------- |
| Francia (LNB)                   | 4                               | Élan Chalon (5)                              | Gravelines (6)                               | Pau-Orthez (7)                               | Nanterre 92 (8)                              |                                              |
| Belgio (BLB)                    | 4                               | Limburg United (3)                           | Brussels Basketball (4)                      | Antwerp Giants (6)                           | Belfius Mons-Hainaut (7)                     |                                              |
| Romania (RBD)                   | 3                               | Mureș (2)                                    | Steaua CSM (3)                               | U-BT Cluj Napoca (CL QR2)                    |                                              |                                              |
| Ungheria (MKNB)                 | 3                               | Alba Fehérvár (2)                            | Körmend (4)                                  | Soproni (6)                                  |                                              |                                              |
| Bulgaria (NBL)                  | 2                               | Lukoil Academic (CL QR2)                     | Rilski Sportist (CL QR1)                     |                                              |                                              |                                              |
| Cipro (CBC)                     | 2                               | APOEL (2)                                    | Petrolina AEK Lanarca (CL QR1)               |                                              |                                              |                                              |
| Estonia (EKL)                   | 2                               | TLÜ/Kalev (4)                                | Tartu (CL QR2)                               |                                              |                                              |                                              |
| Kosovo (ETC)                    | 2                               | Sigal Prishtina (1)                          | Peja (2)                                     |                                              |                                              |                                              |
| Lituania (LKL)                  | 2                               | Prienu-Birstono (5)                          | Šiauliai (6)                                 |                                              |                                              |                                              |
| Portogallo (LPB)                | 2                               | Benfica (CL QR2)                             | Porto (CL QR2)                               |                                              |                                              |                                              |
| Turchia (TBL)                   | 2                               | Gaziantep (8)                                | Demir İnşaat (10)                            |                                              |                                              |                                              |
| Austria (OBB)                   | 1                               | Redwell-Gunners Oberwart (1)                 |                                              |                                              |                                              |                                              |
| Bielorussia (BBF)               | 1                               | Tsmoki Minsk (CL QR2)                        |                                              |                                              |                                              |                                              |
| Bosnia ed Erzegovina (KSHiB)    | 1                               | Igokea (CL QR2)                              |                                              |                                              |                                              |                                              |
| Germania (BBL)                  | 1                               | Telekom Baskets Bonn (11)                    |                                              |                                              |                                              |                                              |
| Israele (BSL)                   | 1                               | Bnei Herzliya (7)                            |                                              |                                              |                                              |                                              |
| Paesi Bassi (FEB)               | 1                               | Donar Groningen (CL QR1)                     |                                              |                                              |                                              |                                              |
| Repubblica Ceca (NBL)           | 1                               | Pardubice (3)                                |                                              |                                              |                                              |                                              |
| Russia (VTB)                    | 1                               | Enisey Krasnoyarsk (10)                      |                                              |                                              |                                              |                                              |
| Slovacchia (BSE)                | 1                               | Prievidza (CL QR1)                           |                                              |                                              |                                              |                                              |
| Svezia (SBL)                    | 1                               | Södertälje Kings (CL QR2)                    |                                              |                                              |                                              |                                              |

## Regular season
Se due o più squadre al termine ottengono gli stessi punti, vengono classificate in base ai seguenti criteri:
1. Scontri diretti.
2. Differenza punti negli scontri diretti.
3. Differenza punti generale.
4. Punti fatti.
5. Somma dei quozienti di punti fatti e punti subiti in ogni partita.

| Qualificata alla Last 32 |
| Eliminata                |

### Conference 1

#### Gruppo A
|    | Squadra       | P.ti | G | V | P | PF  | PS  | DP  | Tie |
| -- | ------------- | ---- | - | - | - | --- | --- | --- | --- |
| 1. | Élan Chalon   | 10   | 6 | 4 | 2 | 520 | 492 | +28 | +9  |
| 2. | Alba Fehérvár | 10   | 6 | 4 | 2 | 518 | 493 | +25 | -9  |
| 3. | Benfica       | 9    | 6 | 3 | 3 | 455 | 477 | -22 |     |
| 4. | Brussels      | 7    | 6 | 2 | 4 | 453 | 484 | -31 |     |

#### Gruppo B
|    | Squadra         | P.ti | G | V | P | PF  | PS  | DP  | Tie |
| -- | --------------- | ---- | - | - | - | --- | --- | --- | --- |
| 1. | BCM Gravelines  | 10   | 6 | 4 | 2 | 480 | 477 | +3  | 2-0 |
| 2. | Donar Groningen | 10   | 6 | 4 | 2 | 490 | 456 | +34 | 0-2 |
| 3. | Körmend         | 9    | 6 | 3 | 3 | 499 | 473 | +26 |     |
| 4. | Limburg United  | 7    | 6 | 2 | 4 | 499 | 563 | -64 |     |

#### Gruppo C
|    | Squadra      | P.ti | G | V | P | PF  | PS  | DP  | Tie |
| -- | ------------ | ---- | - | - | - | --- | --- | --- | --- |
| 1. | Telekom Bonn | 7    | 4 | 3 | 1 | 333 | 313 | +20 |     |
| 2. | Södertälje   | 6    | 4 | 2 | 2 | 323 | 336 | -13 |     |
| 3. | Mons-Hainaut | 5    | 4 | 1 | 3 | 309 | 316 | -7  |     |

#### Gruppo D
|    | Squadra        | P.ti | G | V | P | PF  | PS  | DP  | Tie |
| -- | -------------- | ---- | - | - | - | --- | --- | --- | --- |
| 1. | Nanterre 92    | 12   | 6 | 6 | 0 | 513 | 448 | +65 |     |
| 2. | Anversa Giants | 10   | 6 | 4 | 2 | 473 | 447 | +26 |     |
| 3. | Soproni        | 8    | 6 | 2 | 4 | 443 | 492 | -49 |     |
| 4. | Porto          | 6    | 6 | 0 | 6 | 447 | 489 | -42 |     |

#### Gruppo E
|    | Squadra          | P.ti | G | V | P | PF  | PS  | DP  | Tie |
| -- | ---------------- | ---- | - | - | - | --- | --- | --- | --- |
| 1. | Pau-Lacq-Orthez  | 8    | 4 | 4 | 0 | 339 | 264 | +75 |     |
| 2. | Oberwart Gunners | 6    | 4 | 2 | 2 | 297 | 326 | -29 |     |
| 3. | Tartu Ülikooli   | 4    | 4 | 0 | 4 | 277 | 323 | -46 |     |

### Conference 2

#### Gruppo F
|    | Squadra         | P.ti | G | V | P | PF  | PS  | DP  | Tie |
| -- | --------------- | ---- | - | - | - | --- | --- | --- | --- |
| 1. | Bnei Herzliya   | 10   | 6 | 4 | 2 | 509 | 465 | +44 | +0  |
| 2. | Akademik Sofia  | 10   | 6 | 4 | 2 | 513 | 479 | +34 | +0  |
| 3. | Prievidza       | 9    | 6 | 3 | 3 | 459 | 492 | -33 |     |
| 4. | Steaua Bucarest | 8    | 6 | 2 | 4 | 471 | 516 | -45 |     |

#### Gruppo G
|    | Squadra       | P.ti | G | V | P | PF  | PS  | DP  | Tie |
| -- | ------------- | ---- | - | - | - | --- | --- | --- | --- |
| 1. | Gaziantep BŞB | 11   | 6 | 5 | 1 | 474 | 425 | +49 | +6  |
| 2. | U Cluj        | 11   | 6 | 5 | 1 | 465 | 432 | +33 | -6  |
| 3. | AEK Larnaca   | 7    | 6 | 1 | 5 | 450 | 460 | -10 | +12 |
| 4. | Peja          | 7    | 6 | 1 | 5 | 425 | 497 | -72 | -12 |

#### Gruppo H
|    | Squadra            | P.ti | G | V | P | PF  | PS  | DP  | Tie |
| -- | ------------------ | ---- | - | - | - | --- | --- | --- | --- |
| 1. | T. Büyükçekmece    | 10   | 6 | 4 | 2 | 521 | 445 | +76 | +7  |
| 2. | Enisey Krasnojarsk | 10   | 6 | 4 | 2 | 538 | 527 | +11 | -7  |
| 3. | Rilski Sportist    | 9    | 6 | 3 | 3 | 518 | 553 | -35 |     |
| 4. | Pristina           | 7    | 6 | 1 | 5 | 515 | 527 | -12 |     |

#### Gruppo I
|    | Squadra        | P.ti | G | V | P | PF  | PS  | DP   | Tie |
| -- | -------------- | ---- | - | - | - | --- | --- | ---- | --- |
| 1. | Prienai        | 7    | 4 | 3 | 1 | 400 | 286 | +114 | +30 |
| 2. | Mureș          | 7    | 4 | 3 | 1 | 329 | 334 | -5   | -30 |
| 3. | Tallinna Kalev | 4    | 4 | 0 | 4 | 250 | 359 | -109 |     |

#### Gruppo J
|    | Squadra     | P.ti | G | V | P | PF  | PS  | DP  | Tie |
| -- | ----------- | ---- | - | - | - | --- | --- | --- | --- |
| 1. | Cmoki Minsk | 11   | 6 | 5 | 1 | 486 | 443 | +43 |     |
| 2. | Pardubice   | 10   | 6 | 4 | 2 | 524 | 507 | +17 |     |
| 3. | APOEL       | 9    | 6 | 3 | 3 | 472 | 462 | +10 |     |
| 4. | Šiauliai    | 6    | 6 | 0 | 6 | 463 | 533 | -70 |     |

### Ranking delle migliori terze
Le partite disputate contro le squadre quarte classificate non sono incluse in questa classifica.

#### Conference 1
|    | Grp | Squadra        | P.ti | G | V | P | PF  | PS  | DP  |
| -- | --- | -------------- | ---- | - | - | - | --- | --- | --- |
| 1. | A   | Benfica        | 6    | 4 | 2 | 2 | 301 | 323 | -22 |
| 2. | B   | Körmend        | 5    | 4 | 1 | 3 | 307 | 313 | -6  |
| 3. | C   | Mons-Hainaut   | 5    | 4 | 1 | 3 | 309 | 316 | -7  |
| 4. | E   | Tartu Ülikooli | 4    | 4 | 0 | 4 | 277 | 323 | -46 |
| 5. | D   | Soproni        | 4    | 4 | 0 | 4 | 280 | 344 | -64 |

#### Conference 2
|    | Grp | Squadra         | P.ti | G | V | P | PF  | PS  | DP   |
| -- | --- | --------------- | ---- | - | - | - | --- | --- | ---- |
| 1. | F   | Prievidza       | 6    | 4 | 2 | 2 | 310 | 341 | -31  |
| 2. | J   | APOEL           | 5    | 4 | 1 | 3 | 312 | 322 | -10  |
| 3. | H   | Rilski Sportist | 5    | 4 | 1 | 3 | 314 | 355 | -41  |
| 4. | G   | AEK Larnaca     | 4    | 4 | 0 | 4 | 287 | 309 | -22  |
| 5. | I   | Tallinna Kalev  | 4    | 4 | 0 | 4 | 250 | 359 | -109 |

## Secondo turno
Vi prendono parte le 24 che hanno superato la Regular season. Le sei vincitrici dei gironi più le migliori due seconde saranno qualificate direttamente ai play-offs, dove incontreranno otto squadre retrocesse dalla Basketball Champions League 2016-2017.
Nel caso due o più squadre al termine ottengano gli stessi punti, vengono classificate in base ai seguenti criteri:
1. Scontri diretti.
2. Differenza punti negli scontri diretti.
3. Differenza punti generale.
4. Punti fatti.
5. Somma dei quozienti di punti fatti e punti subiti in ogni partita.

| Qualificata ai Play-offs |
| Eliminata                |

### Gruppo K
|    | Squadra       | P.ti | G | V | P | PF  | PS  | DP   | SD  |
| -- | ------------- | ---- | - | - | - | --- | --- | ---- | --- |
| 1. | Élan Chalon   | 11   | 6 | 5 | 1 | 531 | 414 | +117 | +7  |
| 2. | Gaziantep BŞB | 11   | 6 | 5 | 1 | 530 | 454 | +76  | -7  |
| 3. | Södertälje    | 7    | 6 | 1 | 5 | 390 | 477 | -87  | +13 |
| 4. | Mureș         | 7    | 6 | 1 | 6 | 438 | 544 | -106 | -13 |

### Gruppo L
|    | Squadra         | P.ti | G | V | P | PF  | PS  | DP  | SD |
| -- | --------------- | ---- | - | - | - | --- | --- | --- | -- |
| 1. | T. Büyükçekmece | 11   | 6 | 5 | 1 | 534 | 467 | +67 |    |
| 2. | Anversa Giants  | 10   | 6 | 4 | 2 | 513 | 481 | +32 |    |
| 3. | BCM Gravelines  | 8    | 6 | 2 | 4 | 497 | 502 | -5  |    |
| 4. | Prievidza       | 7    | 6 | 1 | 5 | 493 | 587 | -94 |    |

### Gruppo M
|    | Squadra          | P.ti | G | V | P | PF  | PS  | DP   | SD |
| -- | ---------------- | ---- | - | - | - | --- | --- | ---- | -- |
| 1. | Telekom Bonn     | 11   | 6 | 5 | 1 | 517 | 406 | +111 |    |
| 2. | Prienai          | 10   | 6 | 4 | 2 | 450 | 443 | +7   |    |
| 3. | Oberwart Gunners | 8    | 6 | 2 | 4 | 444 | 504 | -60  |    |
| 4. | APOEL            | 7    | 6 | 1 | 5 | 417 | 475 | -58  |    |

### Gruppo N
|    | Squadra       | P.ti | G | V | P | PF  | PS  | DP  | SD |
| -- | ------------- | ---- | - | - | - | --- | --- | --- | -- |
| 1. | Körmend       | 10   | 6 | 4 | 2 | 520 | 484 | +36 | +7 |
| 2. | Nanterre 92   | 10   | 6 | 4 | 2 | 519 | 467 | +52 | -7 |
| 3. | Cmoki Minsk   | 9    | 6 | 3 | 3 | 504 | 514 | -10 |    |
| 4. | Bnei Herzliya | 7    | 6 | 1 | 5 | 448 | 526 | -78 |    |

### Gruppo O
|    | Squadra         | P.ti | G | V | P | PF  | PS  | DP  | SD  |
| -- | --------------- | ---- | - | - | - | --- | --- | --- | --- |
| 1. | Pau-Lacq-Orthez | 10   | 6 | 4 | 2 | 520 | 461 | +59 | 2-0 |
| 2. | Alba Fehérvár   | 10   | 6 | 4 | 2 | 500 | 501 | -1  | 0-2 |
| 3. | U Cluj          | 8    | 6 | 2 | 4 | 475 | 491 | -16 | +8  |
| 4. | Pardubice       | 8    | 6 | 2 | 4 | 466 | 508 | -42 | -8  |

### Gruppo P
|    | Squadra            | P.ti | G | V | P | PF  | PS  | DP  | SD |
| -- | ------------------ | ---- | - | - | - | --- | --- | --- | -- |
| 1. | Enisey Krasnojarsk | 11   | 6 | 5 | 1 | 528 | 447 | +81 |    |
| 2. | Donar Groningen    | 10   | 6 | 4 | 2 | 489 | 488 | +1  |    |
| 3. | Akademik Sofia     | 9    | 6 | 3 | 3 | 500 | 485 | +15 |    |
| 4. | Benfica            | 6    | 6 | 0 | 6 | 426 | 523 | -97 |    |

### Ranking delle migliori seconde
|    | Grp | Squadra         | P.ti | G | V | P | PF  | PS  | DP  |
| -- | --- | --------------- | ---- | - | - | - | --- | --- | --- |
| 1. | K   | Gaziantep BŞB   | 11   | 6 | 5 | 1 | 530 | 454 | +76 |
| 2. | N   | Nanterre 92     | 10   | 6 | 4 | 2 | 519 | 467 | +52 |
| 3. | L   | Anversa Giants  | 10   | 6 | 4 | 2 | 513 | 481 | +32 |
| 4. | M   | Prienai         | 10   | 6 | 4 | 2 | 450 | 443 | +7  |
| 5. | P   | Donar Groningen | 10   | 6 | 4 | 2 | 489 | 488 | +1  |
| 6. | O   | Alba Fehérvár   | 10   | 6 | 4 | 2 | 500 | 501 | -1  |

### Retrocesse dalla Basketball Champions League
|    | Grp | Squadra          | P.ti | G  | V | P  | PF   | PS   | DP  |
| -- | --- | ---------------- | ---- | -- | - | -- | ---- | ---- | --- |
| 5. | D   | Ostenda          | 20   | 14 | 6 | 8  | 995  | 991  | +4  |
| 6. | A   | Ironi Nahariya   | 19   | 14 | 5 | 9  | 1013 | 1035 | -22 |
| 6. | B   | CSM Oradea       | 20   | 14 | 6 | 8  | 959  | 1047 | -88 |
| 6. | C   | Uşak Sportif     | 19   | 14 | 5 | 9  | 1056 | 1092 | -36 |
| 6. | D   | Cibona Zagabria  | 19   | 14 | 5 | 9  | 1082 | 1155 | -73 |
| 6. | E   | Spirou Charleroi | 20   | 14 | 6 | 8  | 1040 | 1113 | -73 |
| 7. | B   | Joensuun Kataja  | 20   | 14 | 6 | 8  | 1091 | 1131 | -40 |
| 7. | E   | Zielona Góra     | 18   | 14 | 4 | 10 | 1020 | 1084 | -64 |

## Play-offs
Ogni gara dei play-offs, non come la stagione precedente, verrà decisa con partite di andata e ritorno.
|  | Round of 16        | Round of 16        | Round of 16 | Round of 16 |     |                | Quarti di finale | Quarti di finale | Quarti di finale | Quarti di finale |              |    | Semifinali | Semifinali | Semifinali | Semifinali |             |    | Finale | Finale | Finale | Finale |
|  |                    |                    |             |             |     |                |                  |                  |                  |                  |              |    |            |            |            |            |             |    |        |        |        |        |
|  | Ironi Nahariya     | 96                 | 65          | 161         |     |                |                  |                  |                  |                  |              |    |            |            |            |            |             |    |        |        |        |        |
|  | Gaziantep BŞB      | 75                 | 80          | 155         |     |                |                  |                  |                  |                  |              |    |            |            |            |            |             |    |        |        |        |        |
|  | Gaziantep BŞB      | 75                 | 80          | 155         |     | Ironi Nahariya | 68               | 90               | 158              |                  |              |    |            |            |            |            |             |    |        |        |        |        |
|  |                    |                    |             |             |     | Ironi Nahariya | 68               | 90               | 158              |                  |              |    |            |            |            |            |             |    |        |        |        |        |
|  |                    | Telekom Bonn       | 89          | 80          | 169 |                |                  |                  |                  |                  |              |    |            |            |            |            |             |    |        |        |        |        |
|  | Telekom Bonn       | Telekom Bonn       | 89          | 80          | 169 | 91             | 88               | 179              |                  |                  |              |    |            |            |            |            |             |    |        |        |        |        |
|  | Telekom Bonn       |                    |             |             |     | 91             | 88               | 179              |                  |                  |              |    |            |            |            |            |             |    |        |        |        |        |
|  | Joensuun Kataja    | 72                 | 84          | 156         |     |                |                  |                  |                  |                  |              |    |            |            |            |            |             |    |        |        |        |        |
|  | Joensuun Kataja    | 72                 | 84          | 156         |     |                |                  |                  |                  |                  | Telekom Bonn | 77 | 81         | 158        |            |            |             |    |        |        |        |        |
|  |                    |                    |             |             |     |                |                  |                  |                  |                  |              | 77 | 81         | 158        |            |            |             |    |        |        |        |        |
|  |                    | Nanterre 92        | 76          | 86          | 162 |                |                  |                  |                  |                  |              |    |            |            |            |            |             |    |        |        |        |        |
|  | Spirou Charleroi   | Nanterre 92        | 76          | 86          | 162 | 85             | 78               | 163              |                  |                  |              |    |            |            |            |            |             |    |        |        |        |        |
|  | Spirou Charleroi   |                    |             |             |     | 85             | 78               | 163              |                  |                  |              |    |            |            |            |            |             |    |        |        |        |        |
|  | Nanterre 92        | 84                 | 86          | 170         |     |                |                  |                  |                  |                  |              |    |            |            |            |            |             |    |        |        |        |        |
|  | Nanterre 92        | 84                 | 86          | 170         |     | Nanterre 92    | 82               | 110              | 192              |                  |              |    |            |            |            |            |             |    |        |        |        |        |
|  |                    |                    |             |             |     | Nanterre 92    | 82               | 110              | 192              |                  |              |    |            |            |            |            |             |    |        |        |        |        |
|  |                    | Uşak Sportif       | 85          | 82          | 167 |                |                  |                  |                  |                  |              |    |            |            |            |            |             |    |        |        |        |        |
|  | CSM Oradea         | Uşak Sportif       | 85          | 82          | 167 | 82             | 82               | 164              |                  |                  |              |    |            |            |            |            |             |    |        |        |        |        |
|  | CSM Oradea         |                    |             |             |     | 82             | 82               | 164              |                  |                  |              |    |            |            |            |            |             |    |        |        |        |        |
|  | Uşak Sportif       | 72                 | 108         | 180         |     |                |                  |                  |                  |                  |              |    |            |            |            |            |             |    |        |        |        |        |
|  | Uşak Sportif       | 72                 | 108         | 180         |     |                |                  |                  |                  |                  |              |    |            |            |            |            | Nanterre 92 | 58 | 82     | 140    |        |        |
|  |                    |                    |             |             |     |                |                  |                  |                  |                  |              |    |            |            |            |            |             | 58 | 82     | 140    |        |        |
|  |                    | Élan Chalon        | 58          | 79          | 137 |                |                  |                  |                  |                  |              |    |            |            |            |            |             |    |        |        |        |        |
|  | Körmend            | Élan Chalon        | 58          | 79          | 137 | 78             | 82               | 160              |                  |                  |              |    |            |            |            |            |             |    |        |        |        |        |
|  | Körmend            |                    |             |             |     | 78             | 82               | 160              |                  |                  |              |    |            |            |            |            |             |    |        |        |        |        |
|  | Élan Chalon        | 99                 | 82          | 181         |     |                |                  |                  |                  |                  |              |    |            |            |            |            |             |    |        |        |        |        |
|  | Élan Chalon        | 99                 | 82          | 181         |     | Élan Chalon    | 85               | 83               | 168              |                  |              |    |            |            |            |            |             |    |        |        |        |        |
|  |                    |                    |             |             |     | Élan Chalon    | 85               | 83               | 168              |                  |              |    |            |            |            |            |             |    |        |        |        |        |
|  |                    | Cibona Zagabria    | 87          | 78          | 165 |                |                  |                  |                  |                  |              |    |            |            |            |            |             |    |        |        |        |        |
|  | Zielona Góra       | Cibona Zagabria    | 87          | 78          | 165 | 69             | 83               | 152              |                  |                  |              |    |            |            |            |            |             |    |        |        |        |        |
|  | Zielona Góra       |                    |             |             |     | 69             | 83               | 152              |                  |                  |              |    |            |            |            |            |             |    |        |        |        |        |
|  | Cibona Zagabria    | 81                 | 102         | 183         |     |                |                  |                  |                  |                  |              |    |            |            |            |            |             |    |        |        |        |        |
|  | Cibona Zagabria    | 81                 | 102         | 183         |     |                |                  |                  |                  |                  | Élan Chalon  | 80 | 83         | 163        |            |            |             |    |        |        |        |        |
|  |                    |                    |             |             |     |                |                  |                  |                  |                  |              | 80 | 83         | 163        |            |            |             |    |        |        |        |        |
|  |                    | Ostenda            | 85          | 65          | 150 |                |                  |                  |                  |                  |              |    |            |            |            |            |             |    |        |        |        |        |
|  | Ostenda            | Ostenda            | 85          | 65          | 150 | 95             | 70               | 165              |                  |                  |              |    |            |            |            |            |             |    |        |        |        |        |
|  | Ostenda            |                    |             |             |     | 95             | 70               | 165              |                  |                  |              |    |            |            |            |            |             |    |        |        |        |        |
|  | Pau-Lacq-Orthez    | 86                 | 72          | 158         |     |                |                  |                  |                  |                  |              |    |            |            |            |            |             |    |        |        |        |        |
|  | Pau-Lacq-Orthez    | 86                 | 72          | 158         |     | Ostenda        | 72               | 95               | 167              |                  |              |    |            |            |            |            |             |    |        |        |        |        |
|  |                    |                    |             |             |     | Ostenda        | 72               | 95               | 167              |                  |              |    |            |            |            |            |             |    |        |        |        |        |
|  |                    | Enisey Krasnojarsk | 84          | 79          | 163 |                |                  |                  |                  |                  |              |    |            |            |            |            |             |    |        |        |        |        |
|  | Enisey Krasnojarsk | Enisey Krasnojarsk | 84          | 79          | 163 | 91             | 96               | 187              |                  |                  |              |    |            |            |            |            |             |    |        |        |        |        |
|  | Enisey Krasnojarsk |                    |             |             |     | 91             | 96               | 187              |                  |                  |              |    |            |            |            |            |             |    |        |        |        |        |
|  | T. Büyükçekmece    | 81                 | 104         | 185         |     |                |                  |                  |                  |                  |              |    |            |            |            |            |             |    |        |        |        |        |

### Round of 16
La prima partita è stata disputata l'8 febbraio, mentre la seconda il 22 febbraio.
| Squadra 1          | Totale  | Squadra 2       | Andata | Ritorno |
| ------------------ | ------- | --------------- | ------ | ------- |
| Ironi Nahariya     | 161-155 | Gaziantep BŞB   | 96-75  | 65-80   |
| Körmend            | 160-181 | Élan Chalon     | 78-99  | 82-82   |
| Ostenda            | 165-158 | Pau-Lacq-Orthez | 95-86  | 70-72   |
| Spirou Charleroi   | 163-170 | Nanterre 92     | 85-84  | 78-86   |
| CSM Oradea         | 164-180 | Uşak Sportif    | 82-72  | 82-108  |
| Enisey Krasnojarsk | 187-185 | T. Büyükçekmece | 91-81  | 96-104  |
| Zielona Góra       | 152-183 | Cibona Zagabria | 69-81  | 83-102  |
| Telekom Bonn       | 179-156 | Joensuun Kataja | 91-72  | 88-84   |

### Quarti di finale
La prima partita è stata disputata l'8 marzo, mentre la seconda il 15 marzo.
| Squadra 1          | Totale  | Squadra 2      | Andata | Ritorno |
| ------------------ | ------- | -------------- | ------ | ------- |
| Telekom Bonn       | 169–158 | Ironi Nahariya | 89-68  | 80-90   |
| Uşak Sportif       | 167–192 | Nanterre 92    | 85-82  | 82-110  |
| Cibona Zagabria    | 165–168 | Élan Chalon    | 87-85  | 78-83   |
| Enisey Krasnojarsk | 163–167 | Ostenda        | 84-72  | 79-95   |

### Semifinali
La prima partita è stata disputata il 29 marzo, mentre la seconda il 5 aprile.
| Squadra 1   | Totale  | Squadra 2    | Andata | Ritorno |
| ----------- | ------- | ------------ | ------ | ------- |
| Nanterre 92 | 162–158 | Telekom Bonn | 76-77  | 86-81   |
| Ostenda     | 150–163 | Élan Chalon  | 85-80  | 65-83   |

### Finale
La prima partita è stata disputata il 18 aprile, mentre la seconda il 25 aprile.
| Squadra 1   | Totale  | Squadra 2   | Andata | Ritorno |
| ----------- | ------- | ----------- | ------ | ------- |
| Élan Chalon | 137–140 | Nanterre 92 | 58-58  | 79-82   |

## Premi

### MVP di giornata
| Game           | Player            | Team                   | VAL            |                |
| Regular season | Regular season    | Regular season         | Regular season | Regular season |
| -------------- | ----------------- | ---------------------- | -------------- | -------------- |
| 1              | Marcus Denmon     | Gaziantep              | 34             |                |
| 2              | Jordan Bozov      | Rilski Sportist        | 35             |                |
| 3              | Seth Tuttle       | Limburg United         | 36             |                |
| 4              | Terry Allen       | Körmend                | 38             |                |
| 5              | Chase Fieler      | Donar Groningen        | 46             |                |
| 6              | Martynas Echodas  | Šiauliai               | 37             |                |
| Secondo turno  |                   |                        |                |                |
| 1              | Vitalis Chikoko   | Pau-Lacq-Orthez        | 40             |                |
| 2              | Ken Horton        | Telekom Baskets Bonn   | 33             |                |
| 3              | Mike Smith        | Port of Antwerp Giants | 31             |                |
| 4              | Steve Zack        | Akademik Sofia         | 35             |                |
| 5              | Danny Gibson      | Akademik Sofia         | 33             |                |
| 6              | Marcus Denmon (2) | Gaziantep              | 32             |                |
| 6              | Brandon Mobley    | APOEL                  | 32             |                |

## Squadra vincitrice
|    | Naz.                   | Ruolo | Sportivo              | Anno | Alt. | Peso |  |
| -- | ---------------------- | ----- | --------------------- | ---- | ---- | ---- |  |
| 1  | Stati Uniti (bandiera) | P     | Chris Warren          | 1988 | 178  | 76   |  |
| 5  | Nigeria (bandiera)     | AG    | Talib Zanna           | 1990 | 206  | 104  |  |
| 8  | Germania (bandiera)    | P     | Heiko Schaffartzik    | 1984 | 183  | 83   |  |
| 10 | Stati Uniti (bandiera) | AP    | Mykal Riley           | 1985 | 198  | 85   |  |
| 11 | Francia (bandiera)     | AP    | Hugo Invernizzi       | 1993 | 196  |      |  |
| 14 | Stati Uniti (bandiera) | AG    | Brian Conklin         | 1989 | 198  | 104  |  |
| 19 | Francia (bandiera)     | G     | Bathiste Tchouaffé    | 1998 | 196  |      |  |
| 20 | Francia (bandiera)     | AG    | Jean-Frédéric Morency | 1989 | 200  |      |  |
| 21 | Stati Uniti (bandiera) | G     | Spencer Butterfield   | 1992 | 191  |      |  |
| 22 | Francia (bandiera)     | A     | Arsone Mendy          | 1998 | 202  |      |  |
| 25 | Francia (bandiera)     | G     | Teddy Cheremond       | 1998 | 188  |      |  |
| 26 | Francia (bandiera)     | C     | Mathias Lessort       | 1995 | 205  | 112  |  |
| 27 | Francia (bandiera)     | C     | Jean-Marc Pansa       | 1997 | 208  |      |  |